# Никита Хониат
Ники́та Хониа́т (др.-греч. Νικήτας Χωνιάτης) или Ники́та Акомина́т (др.-греч. Νικήτας Ἀκομινάτος) (1155, Хоны — 1217, Никея) — византийский историк, писатель, ритор.

## Биография
Родился около 1155 года в малоазийском городе Хоны. Был выходцем из знатной семьи. Довольно рано вместе со своим старшим братом Михаилом Хониатом оказался в Константинополе, где получил блестящее по меркам времени образование и начал постепенное продвижение по лестнице государственной службы. В начале 1180-х годов стал императорским секретарем при Алексее II Комнине. В этой же должности позже участвовал в задунайских походах Исаака II Ангела. При этом императоре Никита дослужился до чина грамматика в ведомстве логофета дрома, а затем стал судьёй вила, эфором, логофетом геникона и даже логофетом секретов — титул, по распространённому мнению, в то время идентичный будущему высокому чину великого логофета.
Прижизненный успех ритору принесло красноречие: его речи и письма, адресованные императорам, описывающие политические события современности, отличались искусством стиля и языка.
После захвата Константинополя крестоносцами (1204) Хониат, потеряв все имущество, вынужден был спасаться и спасать семью в Селимврии, а затем, ненадолго посетив утраченную столицу, искать покровительства при дворе Феодора I Ласкариса в Никее, где и умер в 1217 году.

## «История» Никиты Хониата
«История» стала вершиной творчества Никиты Хониата. Эту рукопись он спасал, бросив всё имущество при бегстве из Константинополя в 1204 году.
Она представляет собой подробное описание истории Византии и соседних народов с 1118 по 1206 год, продолжая, вероятно, «Сокращение историй» Иоанна Зонары. Является одним из основных источников по истории XII — начала XIII вв., причём достаточно достоверным. Автор сам являлся очевидцем многих событий, либо опирался на рассказы очевидцев.
Если начальные книги «Истории» писались с использованием сочинений предшественников — Иоанна Киннама, Евстафия Солунского, то исторический материал начиная с 1180-х годов передан на страницах сочинения «из первых рук». Все произведение разделено, вероятно, самим автором, на книги, посвященные правлению того или иного василевса (деление неравномерно).
История у Никиты Хониата не сводится к результатам поступков хороших или плохих правителей, как это было у многих его предшественников. Он дистанцируется от однозначных личных характеристик, оценивая лишь сами события и, по возможности, стараясь их объяснить.
Выдержки из «Истории» Хониата цитируются в позднейших сочинениях, например, в 7-й византийской малой хронике[важность факта?].

## Никита Хониат в литературе
Никита Хониат — один из персонажей романа итальянского писателя Умберто Эко «Баудолино».
Никита Акоминат — персонаж романа «Византийская тьма» русского писателя, доктора исторических наук Александра Алексеевича Говорова. В этом романе автор не только использует образ историка Никиты, но и ссылается на его труды, используя цитаты.

## Публикации
- Никита Хониат. История со времени царствования Иоанна Комнина / Пер. под ред. В. И. Долоцкого. Изд. подгот. А. И. Цепков.  — Т. 1. (1118-1185). — Рязань: Александрия, 2003. — 440 с. — (Византийская историческая библиотека). — ISBN 5-94460-003-9.
- Никита Хониат. История со времени царствования Иоанна Комнина / Пер. под ред. И. В. Чельцова. Изд. подгот. А. И. Цепков.  — Т. 2. (1186-1206). — Рязань: Александрия, 2003. — 454 с. — (Византийская историческая библиотека). — ISBN 5-94460-004-7.